# 761
Вижте пояснителната страница за други значения на 761.